# Katarzyna T. Nowak
Katarzyna T. Nowak (ur. 13 lutego 1964 w Krakowie) – polska dziennikarka i pisarka.

## Życiorys
Jest córką Doroty Terakowskiej i Andrzeja Nowaka, siostrą Małgorzaty Szumowskiej i Wojciecha Szumowskiego.
Dwukrotnie musiała zmieniać liceum z powodu udziału w proteście uczniowskim w 1980. W grudniu 1980 roku była zamieszana w próbę porwania samolotu. Sprawa mogła być prowokacją Służby Bezpieczeństwa, mającą na celu uderzenie w jej ojczyma Macieja Szumowskiego. Studiowała religioznawstwo na Uniwersytecie Jagiellońskim, na trzecim roku zrezygnowała ze studiów i wyjechała do Chicago. Po powrocie do kraju, w 1990, zaczęła pisać artykuły do Gazety Krakowskiej. Współpracowała także z czasopismami Przekrój (od 1995), Życia, a także Twój Styl (od 2000). Po śmierci matki, w 2004, porzuciła dziennikarstwo i rozpoczęła karierę literacką.

## Twórczość
- Moja mama czarownica: Opowieść o Dorocie Terakowskiej, Wydawnictwo Literackie, 2005
- Kobieta w wynajętych pokojach, Wydawnictwo Literackie, 2007
- Kasika Mowka Wydawnictwo Literackie, 2010
- Rok na odwyku. Kronika powrotu Wydawnictwo Literackie, 2018
- Nienasycona Wydawnictwo Literackie, 2020